# Cherokee (servidor web)
Cherokee es un servidor web multiplataforma. Su objetivo es ser rápido y completamente funcional, sin dejar de ser liviano comparado con otros servidores web. Está escrito completamente en C. Puede usarse como un sistema embebido y soporta complementos para aumentar sus funcionalidades. Es software libre, disponible bajo la Licencia Pública General de GNU.

## Breve historia
Cherokee se inició en 2001 de la mano de Álvaro López Ortega. La motivación fue construir un servidor web nuevo, algo más nuevo que el servidor NCSA HTTPd y no tan grande y pesado como el servidor HTTP Apache, ambos con más de 15 años de edad. Actualmente es desarrollado y mantenido por una comunidad abierta de desarrolladores.

## Características
- Soporta tecnologías como: FastCGI, SCGI, PHP, CGI, SSI, SSL/TLS.[5]
- Soporta la configuración de servidores virtuales.
- Permite la realización de redirecciones.
- Permite su utilización como balanceador de carga.
- Dispone de un panel de autenticación:
  - plain
  - htpasswd
  - htdigest
  - PAM